# Золтан Халмоши
Золтан Халмоши (мађ. Halmosi Zoltán; Бозаи, 28. јун 1947 – 4. јануар 2025) био је мађарски фудбалски репрезентативац и  тренер. Његова супруга, Шефер Розалија, је репрезентативка у кросу, његови синови такође су играли фудбал. Петер Халмоши је био и репрезентативац(1979) су репрезентативци, а Золтан Халмоши (1971–2019) је такође играо за Халадаш.

## Каријера

### Клуб
Рано је остао без оца, а од 1961. завршио је занат, смер варење, у Сомбатхељу. Са 16 година постао је сертификовани играч за локални тим Сомбатхељ Халадаш. У највишој лиги дебитовао је 1967. године и одиграо је укупно 306 мечева у НБ I- и постигао је 19 голова. У лето 1972. године био је кажњен са 3 године неиграња, али је после скраћено на само 1 годину.
Између 1982. и 1989. играо је у тимовима из Бургенланда (Оберварт, Рехниц, Зубербах, Пинкафелд)

### Репрезентација
Између 1969. и 1974. у репрезентацији се појавио 11 пута и постигао је један гол.

## Достигнућа
- Прва лига Мађарске у фудбалу
  - пети: 1976/77.
- Куп Мађарске у фудбалу (MNK)
  - финалиста: 1975.